# Irina Nekrassova
Irina Nekrassova (en kazajo: Ирина Некрасова; Vladimirovka, URSS, 1 de marzo de 1988) es una deportista kazaja que compitió en halterofilia.
Participó en los Juegos Olímpicos de Pekín 2008, obteniendo una medalla de plata en la categoría de 63 kg; medalla que perdió posteriormente por dopaje.

## Palmarés internacional
| Juegos Olímpicos | Juegos Olímpicos | Juegos Olímpicos | Juegos Olímpicos |
| Año              | Lugar            | Medalla          | Categoría        |
| ---------------- | ---------------- | ---------------- | ---------------- |
| 2008             | Pekín (China)    | DSC              | 63 kg            |